# Flag football
Flag football er en variation af amerikansk fodbold. Den største forskel fra amerikansk fodbold er, at flag football er en sport uden kropskontakt. Taklingerne sker ved, at man hiver nogle flag af som man har i et bælte, der sidder om livet. Flagene er sat fast i bæltet med en plastikanordning, der fungerer på den måde, at den giver en pop-lyd når man hiver flaget af. Disse har fået navnet pop-flag af samme grund.

## Formål
Formålet med flag football er at få flest point inden kampens ende.

## Spillerne og banen
Man spiller 5 mod 5 i alm. flag football, men der findes også en 7-mandsudgave, som dog ikke er nær så udbredt i Danmark. 
I 5 mod 5 flag football spilles der på en bane der er 20-30 yards bred og 65-80 yards lang (1 yard ~ 0,915 meter). Oftest spilles der på en 70x25 yards bane, hvor de 10+10 yards af de 70 er endzones (en i hver ende), så der altså er 25 yards fra midten til endzone (25+25+10+10=70). 

## Spillets længde
Man spiller 2 x 20 min. Der bruges "løbende tid" i de første 18 minutter af hver halvleg, som betyder at uret går hele tiden, bortset fra når der tages timeout af et hold, når en bliver skadet eller når dommere beslutter dette. De sidste 2 minutter af hver halvleg kaldes 2 minutes warning, og dette betyder at uret stoppes meget oftere, nemlig hvis boldholderen løber ud af banen, hvis et kast ikke bliver grebet/rammer jorden (incomplete pass), når der scores, hvis der bliver lavet en fejl eller når der er ny første down (se længere nede).

## Point
Der opnås point på forskellige måder:

### Touchdown
Det mest normale er en touchdown (TD), som opnås ved at have en spiller med bolden i hænderne, mens han står i endzone. Dette kan gøres ved at bolden gribes i dette felt, eller at man løber ind i feltet med bolden. En touchdown giver 6 point.
En touchdown direkte efter en interception giver 6 point, hvis interceptionen sker i det normale spil (altså ikke ved ekstra forsøg).

### Ekstra forsøg/ekstra point
Efter at have scoret en touchdown, har det scorende hold chance for at lave 1 eller 2 point mere, ved ekstra forsøget.
Man har her kun et down/forsøg til at få bolden ind i endzone, og det skal være et kastespil. Hvis man vælger at forsøge fra 5 yards fra endzone, gives 1 point for en scoring. Vælges forsøget 10 yards fra endzone, giver det 2 point.
En touchdown direkte efter en interception på et ekstra forsøg, giver 2 point, lige meget om det var fra 5 eller 12 yard.

### Safety
En safety giver 2 point, og opnås hvis en defense-spiller tackler en offense-spiller (ofte QB), der har bolden i sin egen endzone, såfremt offense selv har forårsaget at bolden kom derind, fx løbet/afleveret den tilbage for at få mere tid og plads at spille på.

## Angreb
Spillet startes af det ene hold, der er angreb (offense), får bolden lagt på deres egen 5-yard-linje (5 yards fra deres endzone). Herfra har de 4 forsøg (downs) til at krydse midterlinjen, hvor de får 4 nye downs, til at nå op i modstanderens endzone. Hvis det ikke lykkes at nå midten inden de 4 downs er brugt der, eller modstanderens endzone inden de 4 downs er brugt der, går bolden til modstanderne, der så bliver offense og skal starte fra deres 5-yard-linje.
Et down foregår således: Alle offense spillere står bagved, der hvor bolden ligger, og den fiktive linje der er ud til siden af banen (kaldet Line of Scrimmage (LoS)), som går parallelt med linjenind til endzones . En Center (C) stiller sig bagved bolden, og snapper (fører/kaster bolden bagudrettet) til Quarterbacken (QB), som trækker sig lidt tilbage med bolden, og har 7 sekunder fra han modtager den til han skal have besluttet hvad han vil gøre og have gjort det (altså være af med bolden).
De 3 andre spillere er enten Wide Receivers (WR), der står klar ved LoS og løber frem mod endzone efter aftalt rute og er klar til at gribe bolden, eller Running Backs (RB), der står klar et sted omkring QB, og er klar til at få bolden givet (handoff), så den kan løbe fremad mod endzone med bolden.
QB har 3 muligheder efter at han har modtaget bolden:
- Han kan kaste bolden fremadrettet mod sine receivers (forward pass), som så skal gribe den.
- Han kan give bolden til sine running backs (handoff), som så skal løbe den frem.
- Han kan kaste bagudrettet/give bolden til en af sine folk bag LoS, som så kaster bolden fremad.

(Han må ikke selv løbe over LoS med bolden, bortset fra hvis han afleveret og modtaget den igen.)
Der må kun foretages et fremadrettet kast pr. down, og så snart bolden har passeret LoS, må den på ingen måde afleveres/gives videre til andre medspillere.
Efter en touchdown (og efterfølgende ekstra forsøg), får det andet hold bolden fra deres 5-yard-linje, hvorfra de har 4 downs.

## Forsvar
For forsvaret (defense) gælder det om at undgå at offense kommer fremad på banen, og altså ikke når frem til hhv. midt og endzone inden de 4 downs er brugt, så bolden overgår til defense og offense ingen point får. 
Defense kan forhindre dette ved at:
- Tackle (hive et eller begge flag af) en modstander, der har bolden. Dette koster offense et down, og de får bolden derfra.
- Intercepte (gribe bolden, når den kommer i luften fra QB eller hvis en offense-spiller i forsøg på at gribe den, taber bolden, inden den rammer jorden). Ved en interception bliver defense med ét offense og spilleren der får bolden skal løbe mod modstanderen endzone, for at få så mange yards op ad banen som muligt, indtil han tackles, hvorfra hans hold får 1. down, eller indtil han er løbet helt til endzone, og har scoret. Denne scoring giver 6 point, som hvis det var et helt normalt angreb, og modstanderholdet får bolden på deres 5-yard-linje.

Defense må dog ikke bare stormer ind over LoS så snart bolden er snappet for at tackle QB (da dette ville være for let). 
Defense må først overtræde LoS når:
- Bolden er kastet til en anden (pass).
- Bolden er givet videre til en anden (handoff).
- QBen lader som om han giver den videre (fake handoff), men selv tager den med videre.

Dog må defense overtræde LoS før disse 3 ting, hvis personer der gør det står mindst 7 yards fra LoS, når der snappes. Denne person kaldes Rush eller Blitz, og defense spiller ofte med en sådan, for måske at være heldig at tage QB'ens flag, mens han har bolden (kaldes sack), men mindst ligeså meget for at presse ham, så han ikke har alle 7 sekunder at tænke og udføre i.
Af andre roller på defense er de mest normale Corner Backs (CB), der dækker i siderne af banen og Safeties (S), der dækker dybt/længere bagud fra LoS, samt Line Backers (LB), (oftest hvis man kører uden rush), der dækker midten ved LoS.
Disse kan så stå i forskellige formationer, og vil oftest stille sig efter hvordan offense stiller sig, så man er bedre forbedret til at tackle dem.
Normalt kører defense med zone-opdækning eller mand-mand-opdækning.
Zone: Hvor man dækker en bestemt zone, og skal tackle offense-spillere, der kommer med bolden der, men ellers vente med at løbe med tilbage, før sidste offense-spiller løber igennem zonen, eller parallelt dermed. 
Mand-mand: Hvor hver defense-spiller dækker en offense-spiller, som man skal holde 100% øje med hele tiden og følge.

## Ligaer
I Danmark er der en national liga for flag football, der arrangeres af DAFF (Dansk amerikansk fodbold Forbund), der er under DIF.
Opdelingen er som følger:
- FNL (national ligaen) med 6 hold fra hver side af Storebælt (Vest og Øst)
- 1. division vest (med 14 hold i to grupper) og øst (med 7 hold)
- 2. division øst (med 18 hold i to grupper)

Forskellen i antallet af hold i de forskellige divisioner skyldes det forholdsvis få antal af tilmeldte hold til ligaerne, samt en større mulighed for at gode nye hold (der skal starte i bunden) hurtigere kan komme op i rækkerne, og spille mod jævnbyrdige modstandere.
I sæson 2010 er der registreret 34 klubber med i alt 51 hold til ligaerne. 

## Dannebrog Bowl

### Slutspillet
I FNL, med de 6 bedste hold fra hver side af Storebælt, møder holdene i grundspillet, holdene fra deres egen side 2 gange og holdene fra den anden side 1 gang, i alt 16 kampe for hvert hold. Når grundspillet er ovre, går de 2 bedste fra Vest og Øst videre til slutspillet. Her mødes de i semifinalerne (nummer 1 fra Vest mod nummer 2 fra Øst og omvendt), og vinderne af semifinalerne går i finalen kaldet Dannebrog Bowl.
Dannebrog Bowl er den danske finale i flag football og er således pendant til Super Bowl i NFL i USA, eller Mermaid Bowl i amerikansk fodbold i Danmark.

### Vindere af Dannebrog Bowl
- 2004 – Avedøre Mammoths MF
- 2005 – Avedøre Mammoths MF
- 2006 – Avedøre Mammoths MF
- 2007 – Århus Warthogs
- 2008 – Avedøre Mammoths MF
- 2009 – Avedøre Mammoths MF
- 2010 – Aarhus Tigers
- 2011 – Avedøre Mammoths MF
- 2012 – Avedøre Mammoths MF
- 2013 – Aarhus Frogs
- 2014 – Allerød Armadillos
- 2015 – Allerød Armadillos
- 2016 – Copenhagen Fusion
- 2017 – Herlev Rebels
- 2018 – Søllerød Gold Diggers Flag Football
- 2019 – Allerød Armadillos
- 2020 – Allerød Armadillos
- 2021 – Allerød Armadillos
- 2022 – Allerød Armadillos
- 2023 – Allerød Armadillos
- 2024 – Allerød Armadillos

## Landsholdet
Internationalt afholdes der inden for flag football også VM (hvert 2. år i lige årstal) og EM i flag football (hvert 2. år i ulige årstal), og Danmark har siden 2003 stillet med et landshold hvert år, og klaret sig godt generelt. Ved EM 2009 for mænd vandt man guld, hvorefter det ved VM 2010 blev til sølvmedaljer, men ved EM 2011, 2013, 2015, 2017 og 2019 blev det atter til guld.

### Resultater for herrelandsholdet
- EM 2003 – 3. plads
- VM 2004 – 8. plads
- EM 2005 – 7. plads
- VM 2006 – 2. plads
- EM 2007 – 3. plads
- VM 2008 – 2. plads
- EM 2009 – 1. plads
- VM 2010 – 2. plads
- EM 2011 – 1. plads
- VM 2012 – 3. plads
- EM 2013 – 1. plads
- VM 2014 – 5. plads
- EM 2015 – 1. plads
- VM 2016 – 2. plads
- EM 2017 – 1. plads
- VM 2018 – 3. plads
- EM 2019 – 1. plads